# Och solen har sin gång
Och solen har sin gång (originaltitel: The Sun Also Rises) är en roman av Ernest Hemingway, utgiven 1926. Den utkom på svenska första gången 1929.

## Handling
Till det yttre handlar romanen om en amerikan, Jake Barnes, som reser till Paris för att skriva och som på sommaren gör en sejour till Spanien för att tillsammans med några vänner fiska och se tjurrusningen i Pamplona. Till det inre är det en skildring av "den förlorade generationens" rotlöshet.

## Om romanen
Det mesta ur boken är hämtat från Hemingways eget liv, men ska inte läsas som en självbiografisk roman. Romanen blev snabbt en internationell bästsäljare.
Senare versioner av boken kan ha titeln "Fiesta".
Romanen filmades 1957, med bland andra Ava Gardner och Errol Flynn i ledande roller.